# John Young (osadnik)
John Young (ur. 1763, zm. 1825) – amerykański osadnik i geodeta. Założyciel  wsi Youngstown, która z czasem rozrosła się do rozmiarów miasta.